# Pietro Moro
Pietro Moro (... – dopo il 1819) è stato un pittore italiano, attivo a Venezia e in Veneto tra la fine del Settecento e l'inizio dell'Ottocento.

## Biografia
Di lui non si conoscono né la data né il luogo di nascita. Figlio di Daniele, venne alla luce verso la fine degli anni 1750; dai contemporanei è definito alternativamente "veneziano" e "veneto".
Fu allievo dell'Accademia di Venezia negli anni 1770. Nel 1773 ottenne la terza gratificazione per il disegno del nudo e nel 1776 la prima. Nel 1775 superò Antonio Canova nel concorso di copia nella classe di scultura. Rimase in questa istituzione anche dopo gli studi, dal 1790 al 1807, e vi rivestì, tra gli altri ruoli, quello professore nel 1796-1797 e quello di cassiere nel 1799
Nel 1790 dipinse la sua prima opera, un'Epifania - datata e firmata - per la chiesa di Sant'Eufemia a Brescia. A questa seguì il Martirio di sant'Alessandro, collocata sull'altare maggiore della chiesa di Sant'Alessandro, sempre nella città lombarda. Il colorismo di entrambi i lavori sembra di ascendenza tiepolesca e mostrano la vicinanza del Moro alla scuola veneziana settecentesca.
Il suo stile è completamente diverso nei confronti delle committenze private, per le quali si presentò come figurinista di ispirazione neoclassica. Ne sono un esempio gli affreschi di palazzo Bellavite a Venezia, dove, verso il 1793, raffigurò l'Imeneo di Bacco e Arianna e Giove circondato da Apollo, Diana, Marte, Mercurio, Venere, Saturno, con la collaborazione di Giuseppe Bernardino Bison.
Nel 1795 risulta impegnato nella chiesa parrocchiale di Noale, dove affrescò la navata destra su commissione della Confraternita del Santissimo Sacramento (Cena in Emmaus e tre figure del Redentore) e la navata sinistra per la Confraternita dei battuti (Incoronazione della Vergine e Tre profezie riguardanti la Madonna).

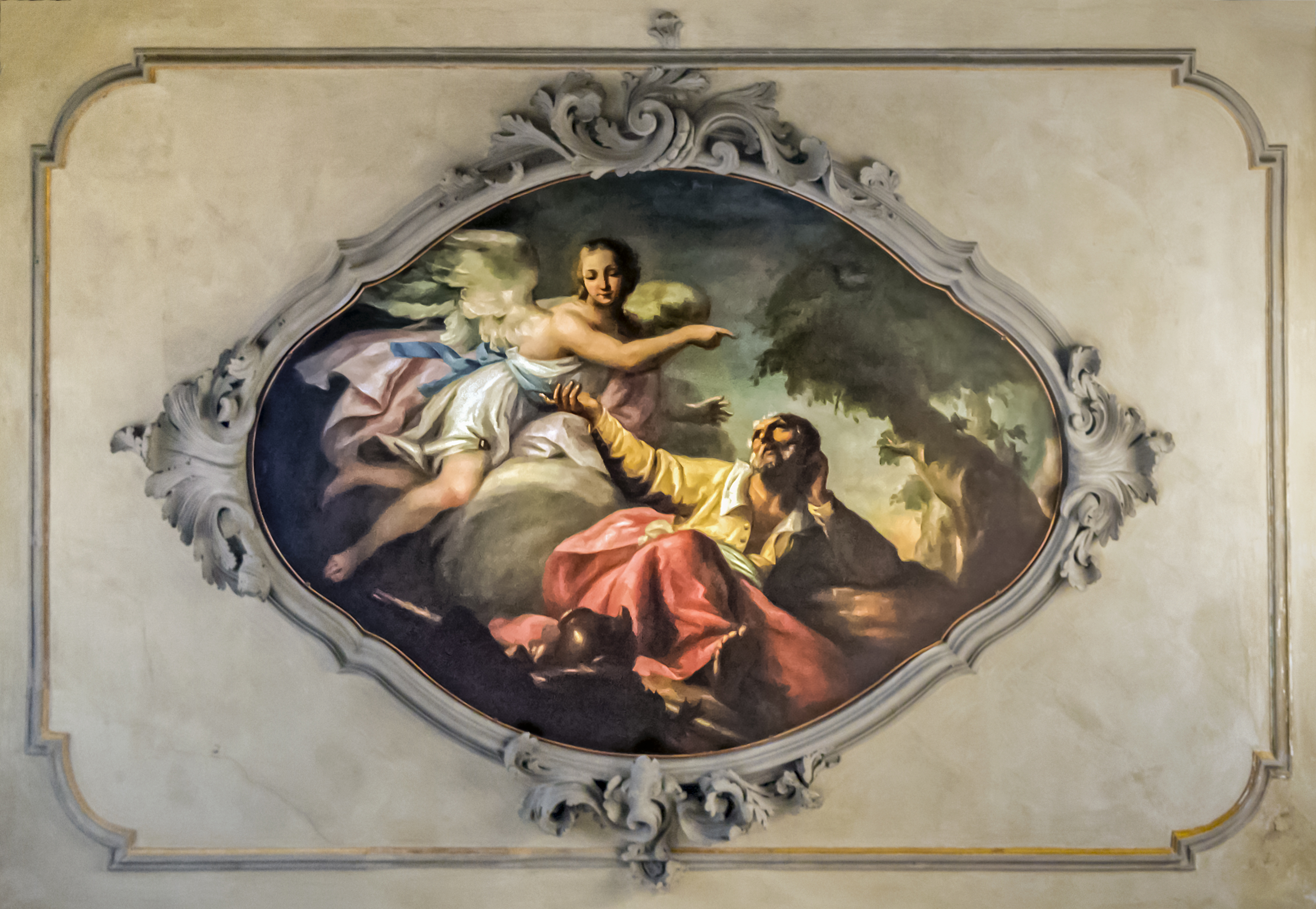
Elia confortato dall'angelo, Venezia, chiesa di San Lio.

Secondo quanto riferito da Giannantonio Moschini, a cavallo di Sette e Ottocento lavorò a Venezia nelle chiese di San Lio (Elia confortato dall'angelo, la Fede, la Carità e Due angeli che adorano la Trinità), San Giovanni in Bragora (San Zaccaria e Santa Elisabetta in due ovali della cappella maggiore e gli Apostoli nei pennacchi delle arcate) e di Santa Maria della Fava (San Francesco di Sales e Santa Giovanna Francesca Frémiot de Chantal).
Nel 1800, sotto la direzione di Giannantonio Selva, fu attivo nel palazzo Dolfin Manin dove ha lasciato Atena con un amorino, Atena appoggiata allo scudo e il Ratto di Ganimede; Giuseppe Pavanello gli attribuisce anche le Arti. Verso il 1804 collaborò con David Rossi alle decorazioni di palazzo Belloni Battagia, in cui realizzò alcune scene storiche collocate oltre un finto loggiato, la Disputa tra Minerva e Aracne, Mercurio e i Continenti, le Arti, Mercurio, Ebe, Minerva e tre scene con Amore e Psiche, Giunone e Venere e Le Grazie.
Un documento del 1805 ne attesta la residenza in calle Pisani al civico 2368 di San Marco, assieme al fratello maggiore Gasparo e alla moglie di questi, Caterina. Viveva nella stessa abitazione nel 1811, convivendo con Lucrezia Moro quondam Antonio Foscarini, della quale non si specifica il ruolo.
Nel 1806 intervenne a palazzo Ziani, allora proprietà degli Erizzo. Nel salone del secondo piano affrescò Ercole in gloria sul soffitto, e la Clemenza di Scipione e Coriolano e le donne sulle pareti, entro una decorazione a paraste e nicchie con statue. Altri lavori si trovano nella "sala di Nettuno", nella "saletta dei Baccanali", nella "sala del Concilio degli dei" e nell'alcova. Nello stesso anno lavorò in palazzo Moro Lin.
Nel 1808 risulta attivo al teatro La Fenice. I suoi lavori sono andati persi, ma ne resta testimonianza un disegno di Giuseppe Borsato: al centro del soffitto si trovava il Trionfo di Apollo di Costantino Cedini e, tutt'intorno, vari dipinti del Moro «sul gusto di Raffaele», come ebbe a dire Ferdinando Tonioli.
Nel 1810 circa fu impegnato in villa Comello a Mottinello Nuovo dove, all'interno di inquadrature di David Rossi, dipinse Minerva con le Arti e le Scienze sul soffitto del salone al piano nobile e scene dell'Antico e del Nuovo Testamento nell'oratorio. Negli anni del Regno Italico, ancora in collaborazione con il Rossi, affrescò l'ala settecentesca di villa Velo a Velo d'Astico, in cui rappresentò episodi della cacciata di Pio Vi da Roma e delle campagne napoleoniche.
Il suo stile si riconosce anche in villa Pisani a Stra, che fu effettivamente rinnovata nel 1811. Al Moro si attribuiscono i dipinti della sala da pranzo (entro ornati da rimandare a Borsato), un Putto con due colombe e un nastro nella volta di una stanza di passaggio e la decorazione del bagno.
Verso il 1813 era a Padova dove, assieme a Lodovico Brussa detto Guetto, dipinse soggetti di gusto neoclassico in palazzo Lazara e le Storie di Psiche in palazzo Trieste Sacerdoti. Nel 1815, forse ancora con il Guetto, fu nuovamente al servizio degli Erizzo nella loro villa di Pontelongo, dove affrescò Apollo sul carro del Sole circondato dalle Ore, le Ore danzanti, i Segni zodiacali, episodi del Mito di Apollo e una Suonatrice.
Tornato in laguna, lavorò alle procuratie Vecchie durante la loro conversione in palazzo Reale, sotto la direzione del Borsato. Delle varie opere da lui realizzate, attestate da una fattura del 1815, restano solo sei tondi con le Storie di Amore e Psiche, le parti figurate nella saletta delle Belle Arti e quelle del primo corridoio sulla piazza.
Del Moro sono anche i dipinti di palazzo Bonfadini, restaurato dal Borsato dopo l'acquisizione da parte dei Vivante nel 1815. Certamente suoi l'Allegoria di Cerere, Fanciulle danzanti e Putti e satiri sul soffitto in una sala secondaria, mentre gli è attribuita la Scena di un naufragio sulle pareti della stessa.
Dello stesso periodo è un secondo ciclo di opere di palazzo Bellavite, realizzate ancora assieme al Borsato. Nel piano nobile dipinse Amore e Psiche con le Grazie, Giunone sul carro trainato da due pavoni con putto, unErma, il Carro della Vittoria e le personificazioni di Pittura, Scultura, Musica e Astronomia.
Nel 1817 lavorò alle Storie di Amore e Psiche entro ornati di Borsato in un soffitto di palazzo Albrizzi.
L'ultima attestazione è del 19 settembre 1819, quando gli furono pagate 800 lire per alcuni lavori in palazzo Duse Masin, sempre diretti dal Borsato. Si ritiene sia morto poco tempo dopo.
Gli sono attribuiti numerosi altri dipinti, conservati nei palazzi Donà a San Stin, Bellavite a San Maurizio, Barbarigo della Terrazza, Dondi dall'Orologio, Gradenigo a Santa Giustina, Querini Stampalia, nel palazzo delle suore Imeldine di fronte alla chiesa di San Canciano e in un palazzo al 548 di San Marco.